# رالف نيلسون إليوت
رالف نيلسون إليوت (بالإنجليزية: Ralph Nelson Elliott)‏ هو خبير مالي واقتصادي أمريكي، ولد في 28 يوليو 1871 في ماريسفيل في الولايات المتحدة، وتوفي في 15 يناير 1948 في نيويورك في الولايات المتحدة.